# Robert L. Ghormley
Ne doit pas être confondu avec Robert Ghormley Parr.
Robert Lee Ghormley (15 octobre 1883 – 21 juin 1958) était un vice-amiral de la Marine des États-Unis pendant la Seconde Guerre mondiale. Nommé en 1942 commandant en chef interarmées de la Zone du Pacifique Sud, alors que commence la campagne de Guadalcanal, son pessimisme et son manque d'agressivité conduisent à son « limogeage » par l'amiral Nimitz et son remplacement par le vice-amiral Halsey, ce qui constitue le tournant de la campagne.

## Biographie
Né à Portland dans l'Oregon, Robert Ghormley, après avoir obtenu un diplôme (bachelor degree) de l'Université de l'Idaho en 1902, est entré à l'Académie navale d'Annapolis dont il est diplômé (classé 12e sur 116) en 1906.

### Carrière avant la Seconde guerre mondiale
Il a servi sur des croiseurs pendant les cinq années suivantes, le croiseur cuirassé USS West Virginia, le croiseur auxiliaire USS Buffalo (en), le croiseur protégé USS Charleston et le croiseur cuirassé USS Maryland.
Entre 1911 et 1913, le lieutenant Ghormley a été aide de camp du Commandant-en-Chef de la Flotte du Pacifique et participa à l'occupation du Nicaragua de 1912. Au cours de la Première Guerre mondiale, promu lieutenant commander en 1917, il servit sur le cuirassé USS Nevada (BB-36).
Après la guerre, il reçut le commandement du patrouilleur USS Niagara (en) et du destroyer USS Sands (en) de 1920 à 1922. Promu commander en juillet 1921, Ghormley a servi comme Aide de camp de l'Assistant du Secrétaire à la Marine de 1923 à 1925 et comme commandant-en-second du cuirassé USS Oklahoma (BB-37) pour les deux années suivantes. En 1927 il devint Secrétaire du General Board, à Washington et a été chef d'état-major des commandants de la Force de Bataille et de la Flotte des États-Unis au début des années 1930.
Promu captain, en 1935, Ghormley a été le commandant du cuirassé USS Nevada (BB-36) de juin 1935 à juin 1936. En 1936, il est retourné à l'état-major de la Flotte des États-Unis. En 1938, il a suivi le cursus “senior” de l'École de Guerre Navale. Il a alors été promu contre-amiral, le 1er octobre 1938. Le contre-amiral Ghormley devint Directeur de la Division des Plans de Guerre et Assistant du Chef des Opérations Navales, restant dans cette position jusqu'en août 1940. Il a alors été envoyé au Royaume-Uni comme Observateur Spécial de la Marine pour le Président Franklin D. Roosevelt.
Alors que la situation militaire du Royaume-Uni parait à beaucoup sans espoir, le contre-amiral Ghormley est convaincu que seule une intervention des États-Unis pourra renverser la tendance. Il travaille à la mise au point de la collaboration entre le Royaume-Uni et les États-Unis contre l'Axe comme l'accord Destroyers contre bases alors que le Département d'État était réservé et que l'ambassadeur des États-Unis à Londres, Joseph Patrick Kennedy, jugeait la défaite du Royaume-Uni « inévitable ».

### Pendant la Seconde guerre mondiale
Il a brièvement exercé, à partir de mars 1942, le commandement des forces navales américaines en Europe. Rentré aux États-Unis, et promu vice-amiral, il a été nommé en juin Commandant de la Zone du Pacifique Sud. Il a été préféré au vice-amiral Pye (en) qui avait la faveur de l'amiral Nimitz, mais à qui l'amiral King ne pardonnait pas d'avoir annulé en décembre 1941 l'opération de renfort de Wake.
Lors des préparatifs de la campagne des îles Salomon, il s'y est montré réticent et a proposé de différer l'opération. Dès le début de la bataille de Guadalcanal, son absence de leadership est manifeste au moment de la bataille de l'île de Savo et des graves dissensions entre le contre-amiral Turner et le vice-amiral Fletcher. Peut-être affecté de problèmes de santé, il dirige les opérations de son Quartier Général de Nouméa, qu'il ne quitte pas, même lorsque l'amiral Nimitz se rend en tournée d'inspection en septembre à Guadalcanal. Son analyse de la situation est pessimiste et il aurait même envisagé, à la mi-septembre, la reddition des marines du major général Vandegrift.
À la mi-octobre, alors que sous des attaques japonaises terrestres, aériennes et navales intenses, le moral des Américains est au plus bas, l'amiral Chester Nimitz décide de remplacer le vice-amiral Ghormley par le vice-amiral William F. Halsey, de retour dans le Pacifique où il devait reprendre le commandement de porte-avions. Cette décision marque un tournant de la bataille. Un mois plus tard, ce sont les Japonais qui ont perdu espoir de reconquérir Guadalcanal.
Après quelques mois à Washington, le vice-amiral Ghormley retourna dans le Pacifique pour devenir le commandant du 14e district naval, à Hawaï.
En décembre 1944, le vice-amiral Ghormley devint le commandant des Forces Navales des États-Unis en Allemagne (en) et conserva ce poste jusqu'en décembre 1945. Il quitta le service actif en août 1946.
Le vice-amiral Robert L. Ghormley mourut le 21 juin 1958, et est enterré au cimetière national d'Arlington.